# Yuri Villefort
Yuri Villefort (Brasília, 23 de março de 1991) é um lutador brasileiro de artes marciais mistas. Atualmente compete no Peso-meio-médio .

## Carreira no MMA

### Strikeforce
Yuri era esperado para fazer sua estréia na promoção do Strikeforce era esperada para ser contra Travis Bush, em 24 de Junho de 2011 no Strikeforce Challengers: Fodor vs. Terry. Porém, Yuri se lesionou e foi se retirou da luta.
Yuri enfim fez sua estréia em 19 de Maio de 2012 no Strikeforce: Barnett vs. Cormier, contra Quinn Mulhern, Yuri perdeu por Decisão Dividida.
Yuri enfrentaria Nah-shon Burrell no Strikeforce: Melendez vs. Healy, porém o evento foi cancelado devido a uma lesão ocorrida na luta principal do evento.

### Ultimate Fighting Championship
Com o fim da promoção do Strikeforce, alguns dos lutadores da organização foram para o UFC.
Yuri enfrentou Nah-shon Burrell em 23 de Fevereiro de 2013 no UFC 157, luta remarcada do evento do Strikeforce que foi cancelado. Yuri perdeu por Decisão Unânime.
Yuri amargou sua terceira derrota seguida ao ser derrotado por Decisão Dividida para Sean Spencer em 4 de Setembro de 2013 no UFC Fight Night: Teixeira vs. Bader. Após a derrota, Yuri foi demitido pelo Ultimate.

## Cartel no MMA
| Cartel no MMA   |             |            |
| 20 lutas        | 12 vitórias | 8 derrotas |
| Por nocaute     | 5           | 1          |
| Por finalização | 4           | 2          |
| Por decisão     | 3           | 5          |

| Res.    | Cartel | Oponente            | Método                           | Evento                              | Data       | Round | Tempo | Local                        | Notas                                            |
| ------- | ------ | ------------------- | -------------------------------- | ----------------------------------- | ---------- | ----- | ----- | ---------------------------- | ------------------------------------------------ |
| Derrota | 12–8   | Michael Graves      | Nocaute técnico (Socos)          | Titan FC 59                         | 28/02/2020 | 4     | 4:40  | Fort Lauderdale, Florida     | Pelo cinturão meio-médio do Titan FC             |
| Vitória | 12–7   | Joey Munoz          | Nocaute (soco)                   | 247 FC: Brawl In The Burgh 2        | 16/11/2019 | 1     | 1:44  | Canonsburg, Pennsylvania     |                                                  |
| Derrota | 11–7   | João Zeferino       | Decisão (unânime)                | PFL 6                               | 16/08/2018 | 3     | 1:10  | Atlantic City, Nova Jersey   |                                                  |
| Derrota | 11–6   | Rick Story          | Decisão (unânime)                | PFL 3                               | 05/07/2018 | 3     | 5:00  | Washington, D.C.             |                                                  |
| Vitória | 11–5   | Victor Moreno       | Finalização (guilhotina)         | Victory FC 59                       | 16/12/2017 | 1     | 0:29  | Omaha, Nebraska              | Defendeu o Victory FC Welterweight Championship. |
| Vitória | 10–5   | Kassius Holdorf     | Decisão (unânime)                | Victory FC 56                       | 14/04/2017 | 5     | 5:00  | Omaha, Nebraska              | Ganhou o Victory FC Welterweight Championship.   |
| Vitória | 9–5    | Cody Carrillo       | Decisão (unânime)                | Victory FC 50                       | 21/05/2016 | 3     | 5:00  | Topeka, Kansas               |                                                  |
| Vitória | 8–5    | Kenneth Glenn       | Nocaute (joelhada)               | Victory FC 47                       | 20/01/2016 | 1     | 4:15  | Omaha, Nebraska              | Luta no peso casado de 163 lbs.                  |
| Vitória | 7-5    | Doug Jenkins        | Nocaute Técnico (socos)          | Gladiator MMA - Gladiator Challenge | 21/11/2015 | 1     | 1:40  | St. Charles, Missouri        |                                                  |
| Derrota | 6-5    | Adam Townseand      | Decisão (unânime)                | AXS TV - RFA vs. Legacy Superfight  | 08/05/2015 | 3     | 5:00  | Robinsonville, Mississippi   |                                                  |
| Derrota | 6-4    | Chris Bennett       | Finalização (guilhotina)         | Fight Time 21                       | 07/11/2014 | 1     | 0:45  | Fort Lauderdale, Flórida     |                                                  |
| Derrota | 6-3    | Sean Spencer        | Decisão (dividida)               | UFC Fight Night: Teixeira vs. Bader | 04/09/2013 | 3     | 5:00  | Belo Horizonte, Minas Gerais |                                                  |
| Derrota | 6-2    | Nah-shon Burrell    | Decisão (unânime)                | UFC 157: Rousey vs. Carmouche       | 23/02/2013 | 3     | 5:00  | Anaheim, Califórnia          | Estreia no UFC                                   |
| Derrota | 6-1    | Quinn Mulhern       | Decisão (dividida)               | Strikeforce: Barnett vs. Cormier    | 19/05/2012 | 3     | 5:00  | San Jose, Califórnia         |                                                  |
| Vitória | 6-0    | Jason Fitzhugh      | Finalização (chave de braço)     | AFL - Rock-N-Rumble 3               | 04/06/2010 | 2     | 2:04  | Hollywood, Flórida           |                                                  |
| Vitória | 5-0    | Julio Cesar Andrade | Decisão (unânime)                | Bitetti Combat 6                    | 25/02/2010 | 3     | 5:00  | Brasília, Distrito Federal   |                                                  |
| Vitória | 4-0    | Joshua Lee          | Nocaute Técnico (socos)          | Unconquered 1 - November Reign      | 20/11/2009 | 2     | 4:08  | Coral Gables, Flórida        |                                                  |
| Vitória | 3-0    | Frank Carrillo      | Nocaute (soco)                   | G-Force Fights - Bad Bloods 2       | 26/09/2009 | 1     | 4:03  | Coral Gables, Flórida        |                                                  |
| Vitória | 2-0    | Bounmy Somchay      | Finalização (guilhotina)         | XFN - Da Matta vs. Thorne           | 14/05/2009 | 1     | 2:22  | Fort Lauderdale, Flórida     |                                                  |
| Vitória | 1-0    | Lindon Mitchell     | Finalização (chave de calcanhar) | RW 3 - Florida                      | 24/04/2009 | 1     | 0:51  | Fort Lauderdale, Flórida     |                                                  |